# Policastro Bussentino
Policastro Bussentino (of kortweg Policastro) is een plaats (frazione) in de Italiaanse gemeente Santa Marina, provincie Salerno, en telt ongeveer 2.000 inwoners. In de gemeente wordt intensief archeologisch onderzoek verricht door Etruria Nova, een non-profitorganisatie die samenwerkt met de universiteit van Siena.

## Geschiedenis
Zie Buxentum, de naam in de Romeinse Oudheid.

## Afbeeldingen

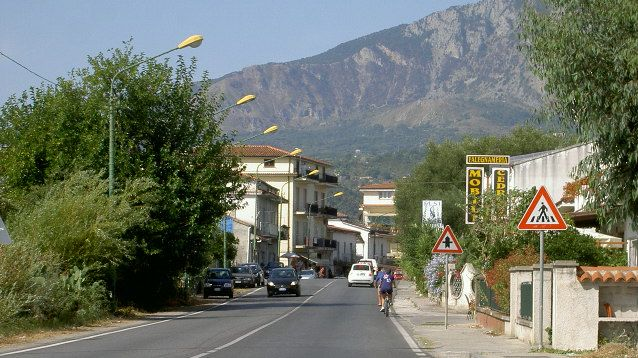
Panorama og Via Nazionale
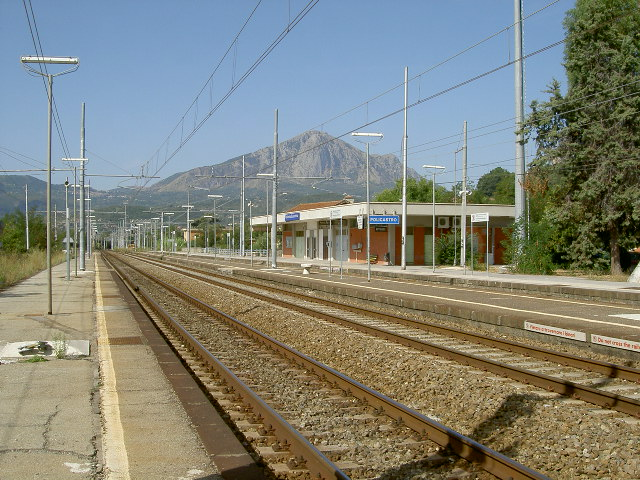
Spoorwegstation